# ReStructuredText
reStructuredText（RST、ReST或reST）是一种用于文本数据的文件格式，主要用于 Python 编程语言社区的技术文档。
它是 Python Doc-SIG（Documentation Special Interest Group）的 Docutils 项目的一部分，旨在为 Python 创建一组类似于 Java 的 Javadoc 或 Perl 的 Plain Old Documentation（pod）的工具。Docutils 可以从 Python 程序中提取注释和信息，并将它们格式化为各种形式的程序文档。
从这个意义上说，reStructuredText 是一种轻量级标记语言，其设计目的是令文档处理软件（如 Docutils）可以处理它，同时使会读写 Python 源代码的程序员也容易读它。

## 历史
早期的轻量级标记语言 StructuredText（由 Zope 开发）存在许多问题，reST 就是为了解决这些问题而开发的。选择了 reStructuredText 这个名称是为了表明 reST 是一个“经过修改、重写和重新解释的结构化文本”。
reST 在 2002 年开始在 Python 社区中得到了重要的应用。